# Ljiljana
Ljiljana (kyrillisch: Љиљана) ist ein weiblicher Vorname, der der überwiegend in der Balkangegend und anderen slawischen Ländern verbreitet ist.

## Herkunft, Bedeutung und Varianten
Wurzel des Namens ist das serbokroatische Wort ljiljan, zu deutsch Lilie.
Mit dieser Blume wird Schönheit, Zierlichkeit und Reinheit verbunden.
Zu dem Namen existieren zahlreiche Varianten, darunter die Kurzform Ljilja (kyrillisch: Љиља) sowie Lila, Lilijana, Liliana, Liki, Lili, Ljiljce, Ljilja, Ljika, Ljiki, Ljiljica.
Die englische Namensvariante ist Lillian, in romanischen Sprachen ist die Entsprechung Liliane (französisch) und Liliana (italienisch u. a.)

## Namenstag
Der Namenstag ist am 19. Januar und wird von Serben meist nicht gefeiert.

## Bekannte Namensträgerinnen
- Ljiljana Buttler, geborene Petrović (1944–2010), jugoslawische Sängerin
- Ljiljana Jokić Kaspar (* 1951), serbische Schriftstellerin und Journalistin
- Ljiljana Petrović (1939–2020), serbische Sängerin
- Ljiljana Radonić (* 1981), kroatisch-österreichische Politikwissenschaftlerin
- Ljiljana Winkler (* 1981), bosnische Opernsängerin (Sopran)
- Liliana Matthäus (* 1987),  ukrainisch-deutsches Model